# 艾卫一
艾衛一（Dactyl）是小行星艾女星的衛星，1994年2月17日由伽利略號任務成員Ann Harch發現，當時他正檢視從探测器傳回的照片。艾衛一是第一顆被發現的小行星衛星。
艾衛一的編號為1993 (243) Ida I。國際天文聯會在1994年將其命名為「Dactyl」，名稱來自於希臘神話中住在克里特島伊達山上的達克堤利（Dactyl）。

## 物理特性
艾衛一是一顆蛋形但極爲近似球體的天體，尺寸為1.6乘1.4乘1.2公里。艾衛一上的撞擊坑中央有突出物。就如艾女星，艾衛一的表面也佈滿了飽和了的撞擊坑。有超過12個坑直徑大於80（260英尺），表示它過去受到許多撞擊。至少有6個坑排成直線鏈狀，表示這是近距離形成的碎片造成的，這些碎片很可能來自艾女星的噴射物。以上的特徵，加上它的橢球形，顯示艾衛一是有一定的自身引力，儘管它的體積如此之小。與艾女星一樣，其表面溫度約為200K。
艾衛一和艾女星有許多共同特徵。它們的反射光譜接近。兩者有相似反照率其中的細小分別顯示，相對艾衛一，艾女星經歷的太空風化作用較強。它的體積太小，使表岩屑不可能生成；艾女星則被厚厚一層表岩屑覆蓋。

## 軌道特性
艾衛一繞艾女星的軌道並不確定。拍攝艾衛一的大部分照片時，伽利略號正處於它的軌道平面，很難推斷其準確軌道。艾衛一以順行軌道公轉，軌道傾斜于艾女星赤道8°。根據電腦模擬，艾衛一的近心點必須與艾女星距離至少約65（40英里），才能保持穩定的軌道。在這電腦模擬中，軌道的可能性範圍縮窄了，因爲伽利略號在1993年8月28日16:52:05 UT觀測到它位于艾女星經度85°上空90（56英里）處，模擬中艾衛一必須經過這一點。1994年4月26日，哈勃太空望遠鏡觀測艾女星8小時，但並未看到艾衛一。艾衛一要距離艾女星超過約700 km（430 mi）才能被觀測到。